# Estrela do Sul
Estrela do Sul är en kommun i Brasilien.   Den ligger i delstaten Minas Gerais, i den sydöstra delen av landet, 300 km söder om huvudstaden Brasília. Antalet invånare är 7 457.
Omgivningarna runt Estrela do Sul är huvudsakligen savann. Runt Estrela do Sul är det glesbefolkat, med 8 invånare per kvadratkilometer.